# Jon Santacana Maiztegui
Jon Santacana Maiztegui est un skieur handisport espagnol, né le 1er novembre 1980 à Saint-Sébastien.

## Palmarès

### Jeux paralympiques
| Épreuve / Édition | Salt Lake City 2002 | Turin 2006 | Vancouver 2010 | Sotchi 2014 | Pyeongchang 2018 |
| ----------------- | ------------------- | ---------- | -------------- | ----------- | ---------------- |
| Descente          | Bronze              | -          | Or             | Or          | 4e               |
| Super-G           | Bronze              | -          | -              | -           | 4e               |
| Slalom géant      | Or                  | -          | Argent         | -           |                  |
| Slalom            | -                   | -          | Argent         | Argent      |                  |
| Super combiné     | -                   | -          | -              | -           | Argent           |